# بيتروس أبيانوس
كان بيتروس أبيانوس (باللاتينية: Petrus Apianus)، (16 أبريل 1495 - 21 أبريل 1552)، المعروف أيضًا باسم بيتر أبيان، وبيتر بينويتز، وبيتر بينيويتز، عالمًا إنسانيًا ألمانيًا، اشتُهر بأعماله في الرياضيات وعلم الفلك وعلم رسم الخرائط. عُرضت أعماله في «الكوزموغرافيا» (علم أوصاف الكون ورسم الدنيا)، وهو المجال الذي يهتم بكوكب الأرض وموقعها في الكون، في أشهر كتبه؛ «علم الفلك القيصري» ((1540 و«كتاب الكوزموغرافيا» ((1524. كانت كتبه مؤثرة للغاية في عصره، حيث كان يجري نشرها في طبعات كثيرة وبلغات متعددة حتى عام 1609. سُميت الحفرة القمرية «أبيانوس» والكويكب «19139 أبيان» باسمه تكريمًا له.

## حياته وأعماله
وُلد أبيانوس وسُمى بيتر بينويتز (أو بينيويتز) في بلدة لايزنيغ بولاية ساكسونيا؛ كان والده مارتن صانع أحذية. كانت الأسرة ميسورة الحال نسبيًا، وتنتمي إلى مواطني لايزنيغ من الطبقة المتوسطة. تلقى أبيانوس تعليمه في المدرسة اللاتينية في بلدة روخليتس، ثم درس في جامعة لايبزغ منذ عام 1516 إلى عام 1519. خلال هذا الوقت، قام بتحويل اسمه إلى اللغة اللاتينية فأصبح أبيانوس (حيث «apis» هي الكلمة اللاتينية التي تعني «نحلة»؛ و«Biene» هي الكلمة الألمانية التي تعني «نحلة» أيضًا).
انتقل أبيانوس إلى مدينة فيينا عام 1519، وواصل دراسته في جامعة فيينا التي كانت تعتبر من الجامعات الرائدة في الجغرافيا والرياضيات في ذلك الوقت، والتي كان يقوم بالتدريس فيها جورج تانستيتر (عالم رياضيات، وعالم فلك، ورسام خرائط). عندما تفشى مرض الطاعون في فيينا عام 1521، أكمل دراسته وحصل على درجة البكالوريوس وانتقل إلى مدينة ريغنسبورغ ثم إلى مدينة لاندسهوت. أنتج، في لاندسهوت، أنتج عمله «كتاب الكوزموغرافيا» (1524)، وهو عمل يحظى باحترام كبير في علم الفلك والملاحة والذي أعيدت طباعته أكثر من 40 مرة بأربع لغات هى (اللاتينية والفرنسية عام 1544؛ الهولندية عام 1545؛ الإسبانية عام 1548) وظل هذا العمل رائجًا حتى نهاية القرن السادس عشر. قام بإنتاج الإصدارات اللاحقة عالم الرياضيات ورسام الخرائط جيما فريزيوس.
استُدعي بيتر أبيانوس إلى جامعة إنغولشتات في عام 1527 باعتباره عالمًا في الرياضيات وطبّاعًا. كانت مطبعته صغيرة في البداية. كان من بين أوائل الكتب التي طبعها كتابات اللاهوتي الألماني يوهان إيك، خصم مارتن لوثر. كانت هذه المطبعة تعج بالأعمال بين عامي 1540 و1543، وأصبحت معروفة بإصداراتها عالية الجودة للأعمال الجغرافية ورسم الخرائط. كما يُعتقد أن أبيانوس استخدم تقنيات الطباعة النمطية على الكتل الخشبية. تضمن شعار المطبعة عبارة «الصناعة تفوق القوة» باليونانية والعبرية واللاتينية وقد وُضعت حول صورة لصبي.
أصبح أبيانوس بفضل عمله هو المفضل لدى الإمبراطور تشارلز الخامس، الذي أشاد بمؤلفه «كتاب الكوزموغرافيا» في البرلمان الامبراطوري عام 1530 ومنحه حق احتكار الطباعة في عامي 1532 و1534. منحه الإمبراطور لقب أرميجر «حامل السلاح»، أي منحه الحق لعرض شعار النبالة، وذلك في عام 1535. طبع أبيانوس في عام 1540 كتاب «علم الفلك القيصري»، المخصص لتشارلز الخامس. وعده تشارلز بمبلغ ملكي حقيقي (3000 غيلدر ذهبي)، كما عينه عالم رياضيات البلاط، ثم جعله الفارس الإمبراطوري الحر، بل لقد عينه الكونت الإمبراطوري للبلاط الملكي في عام 1544. عزز كل هذا سمعة أبيانوس بوصفه عالمًا بارزًا. يشتهر كتاب «علم الفلك القيصري» بجاذبيته البصرية. فقد طُبع وجُلّد بشكل زخرفي، وبلغ عدد النسخ المعروفة منه حوالي 100 نسخة، كما تضمن العديد من الفولفات (المخطط المطوي أو العجلة، وهو نوع من المخططات الشرائحية، عبارة عن بناء ورقي بأجزاء دوارة. ويعتبر مثالًا مبكرًا للكمبيوتر التناظري الورقي.) التي سمحت للمستخدمين بحساب التواريخ، ومواقع الأبراج وما إلى ذلك. وأشار أبيانوس إلى أن إنتاج بعض اللوحات استغرق شهرًا. حيث جرى تضمين خمسة وثلاثين أداة قطع ورق مثمنة مع النقوش الخشبية التي يعتقد أنها من صنع هانز بروسامر (1495 - 1555 تقريبًا) الذي ربما كان قد تدرب على يد لوكاس كراناخ الأب في مدينة فيتنبرغ. كما أدرجت الفولفات أسماء النجوم والأبراج من أعمال عالم الفلك العربي «العزوفي» (عبد الرحمن الصوفي 903-986 م). مما لا يُنسى لأبيانوس أيضًا نشره التصوير الوحيد المعروف للأبراج البدوية عام 1533. حيث تظهر كوكبة الدب الأصغر، على هذه الخريطة، على شكل امرأة عجوز وثلاث عذارى، بينما كوكبة التنين عبارة عن أربعة جمال، أما كوكبة قِيفاوس (أو الملتهب) فيُصور على أنه راعي ومعه أغنام وكلب.
على الرغم من الدعوات العديدة التي وُجهت له من جامعات أخرى، بما في ذلك لايبزيغ وبَاذوة (بادوفا) وتوبنغن وفيينا، بقي أبيانوس في جامعة إنغولشتات حتى وفاته. وعلى الرغم من إهماله لواجباته التدريسية، فمن الواضح أن الجامعة كانت فخورة باستضافة مثل هذا العالم الموقر. كان علم الرياضيات من ضمن أعمال أبيانوس، ففي عام 1527 نشر نسخة مختلفة من مثلث باسكال، وفي عام 1534 جدول الجيوب، إلى جانب علم الفلك. لاحظ في عام 1531 مذنب هالي ولاحظ أن ذيل المذنب يشير دائمًا بعيدًا عن الشمس. اكتشف عالم الرياضيات والفلك جيرولامو فراكاستورو هذا أيضًا في عام 1531، لكن منشور أبيانوس كان أول منشور يتضمن رسومات كذلك. قام بتصميم الساعات الشمسية، ونشر كتيبات للأدوات الفلكية وصنع الفولفات («عجلات أبيان»)، وأدوات قياس مفيدة لحساب الوقت والمسافة للتطبيقات الفلكية والتنجيمية.
تزوج أبيانوس من كاثرينا موسنر؛ ابنة أحد أعضاء مجلس لاندسهوت عام 1526. وأنجبا أربعة عشر طفلًا؛ خمس فتيات وتسعة أبناء، أحدهم كان عالم الرياضيات ورسام خرائط بافاريا فيليب أبيان (1531-1589)، الذي، علاوة على أبحاثه الخاصة، حافظ على تراث أبيه.